# ريفاز دزودزواشفيلي
ريفاز دزودزواشفيلي، من مواليد 15 ابريل 1945، لاعب كرة قدم سوفييتي سابق، ومدرب كرة قدم جورجي حالي.
لعب مع منتخب الاتحاد السوفييتي لكرة القدم.

## روابط خارجية
- ريفاز دزودزواشفيلي على موقع الاتحاد الدولي (مؤرشف)  (الإنجليزية)
- ريفاز دزودزواشفيلي على موقع قاعدة بيانات كرة القدم.إي يو (الإنجليزية)
- ريفاز دزودزواشفيلي على موقع ناشيونال فوتبول تيمز (الإنجليزية)
- ريفاز دزودزواشفيلي على موقع عالم كرة القدم.نت (الإنجليزية)
- ريفاز دزودزواشفيلي على موقع أوليمبيديا (الإنجليزية)